# Léon Prévost
Léon Prévost (* 3. Dezember 1831 in Le Havre; † 11. Oktober 1877 in New Orleans) war ein US-amerikanischer Komponist.
Der Sohn des Komponisten Eugène Prévost und der Sängerin Eléonore Colon, der mit seinen Eltern als Kind nach New Orleans kam, wirkte dort schon früh als Pauker im Orchester des Theaters, nach einem zweijährigen Studienaufenthalt in Paris als Erster Violinist und Zweiter Kapellmeister  des Orchesters der städtischen Oper. 
1857 wurde am Théâtre de New Orleans seine komische Oper Diane de Liron nach einem Libretto von Gustave Lemoine und Adrien Decourcelle uraufgeführt. Im November des Jahres leitete er in der Kathedrale Saint-Louis ein von ihm und seinem Vater komponiertes Requiem zum ersten Todestag seines Bruders Eugène, der im Vorjahr im Alter von sechzehn Jahren gestorben war. 
1858 heiratete er Marie Mathilde Mandevilla Wiltz, mit der er drei Töchter hatte. Sie überlebte ihren Mann um 28 Jahre und starb 1905 in New Orleans.
| Personendaten    | Personendaten               |
| ---------------- | --------------------------- |
| NAME             | Prévost, Léon               |
| KURZBESCHREIBUNG | US-amerikanischer Komponist |
| GEBURTSDATUM     | 3. Dezember 1831            |
| GEBURTSORT       | Le Havre                    |
| STERBEDATUM      | 11. Oktober 1877            |
| STERBEORT        | New Orleans                 |